# Wasserturm Buchhorn

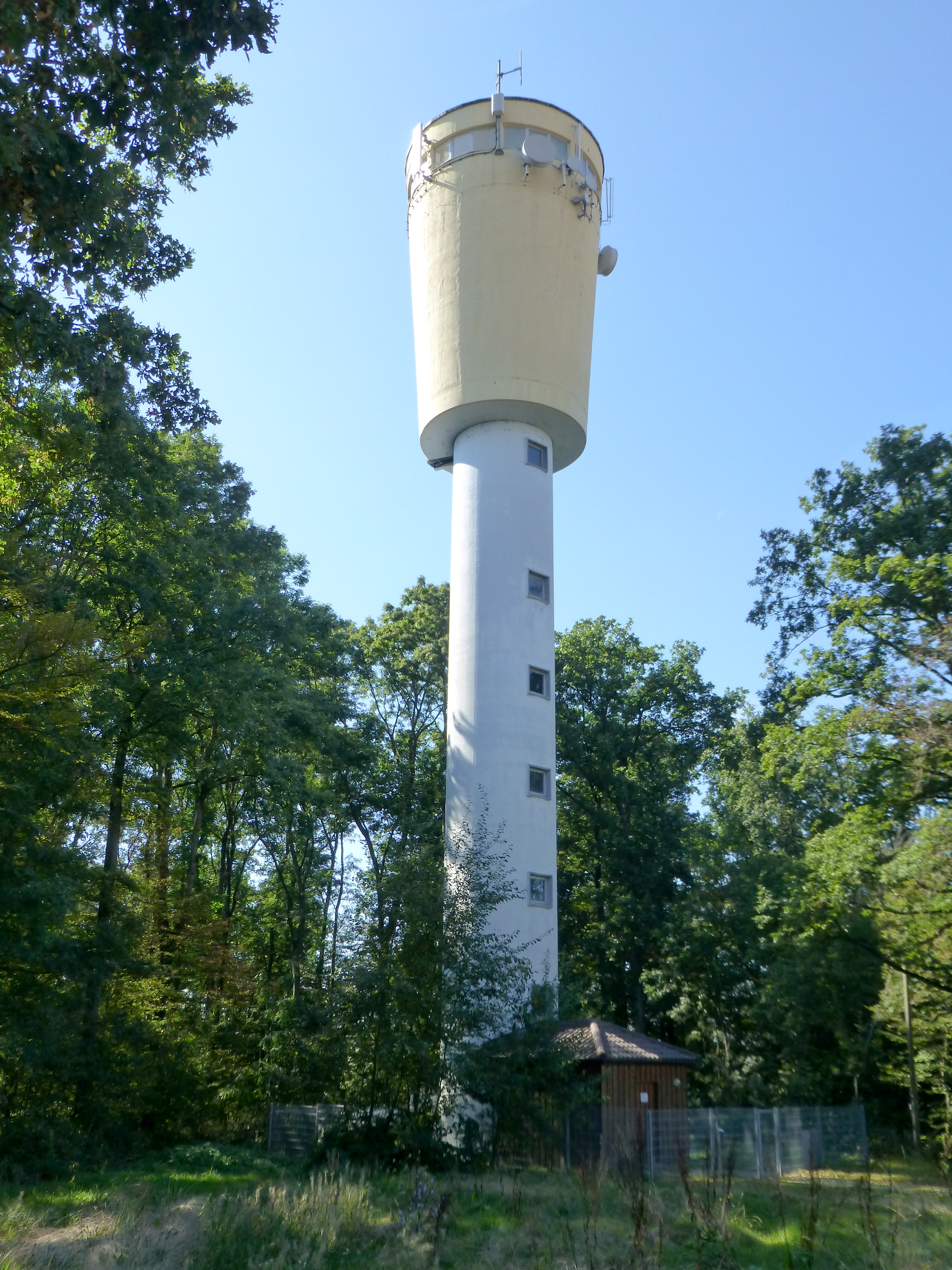
Buchhorner Wasserturm

Der nordöstlich des Buchhorner Sees gelegene Buchhorner Wasserturm ist das Buchhorner Wahrzeichen. Die Gemeinde Pfedelbach erbaute den 38,5 m hohen Wasserturm im Jahr 1965. Das Speichervolumen liegt bei 200 m³. Der Buchhorner Wasserturm machte die Wasserversorgung für Buchhorn und Heuberg zuverlässiger. Aber erst der erste Abschnitt des Neubaus der Wasserversorgung im Jahre 1994 verbesserte die Wasserversorgung entscheidend. Immer wieder war es vor allem in Buchhorn und in den Höhenlagen von Gleichen zu Versorgungsschwierigkeiten gekommen. Die Quellen und der Tiefbrunnen in Gleichen können nun gänzlich genutzt und deren gesamte Schüttung im neuen Hochbehälter Gleichen mit Fremdwasser vermischt werden. Bei Ausfall von Quellen kann über eine Ringleitung Wasser zum Hochbehälter Gleichen und zum Wasserturm nach Buchhorn gepumpt werden. Im Jahre 2007 wurde der Wasserturm umfangreich saniert.